# Gornja Bučica
Gornja Bučica falu Horvátországban, Sziszek-Monoszló megyében. Közigazgatásilag Glinához tartozik.

## Fekvése
Sziszek városától légvonalban 30, közúton 41 km-re nyugatra, községközpontjától légvonalban 15, közúton 20 km-re északnyugatra, a Kulpa jobb partján fekszik.

## Története
Bučica neve a 13. században tűnik fel először a topuszkai cisztercita apátság birtokaként. A környék számos településéhez hasonlóan a 17. század vége felé népesült be. A katonai határőrvidék része lett. Plébániáját 1789-ben alapították, templomát 1836-ban építették. A 18. század közepén megalakult a Glina központú első báni ezred, melynek fennhatósága alá ez a vidék is tartozott. 1881-ben megszűnt a katonai közigazgatás. 1857-ben 660, 1910-ben 968 lakosa volt. 1918-ban az új szerb-horvát-szlovén állam, majd később Jugoszlávia része lett. A második világháború idején a Független Horvát Állam része volt. A háború alatt az usztasák innen indították támadásaikat a közeli szerb falvak ellen. 1991. június 25-én a frissen kikiáltott független Horvátország része lett. A szerb erők már augusztustól folyamatosan támadták a települést. 1991. szeptember 26-án katolikus temploma szerb gránáttalálatot kapott és leégett. A szerb erők 1991. október 4-én elfoglalták és lerombolták, horvát lakosságát elűzték. Csak 1995. augusztus 8-án a Vihar hadművelettel szabadította fel a horvát hadsereg. 2011-ben 128 lakosa volt, akik földműveléssel, állattartással foglalkoztak.

## Népesség
| Lakosság változása | Lakosság változása | Lakosság változása | Lakosság változása | Lakosság változása | Lakosság változása | Lakosság változása | Lakosság változása | Lakosság változása | Lakosság változása | Lakosság változása | Lakosság változása | Lakosság változása | Lakosság változása | Lakosság változása | Lakosság változása |
| ------------------ | ------------------ | ------------------ | ------------------ | ------------------ | ------------------ | ------------------ | ------------------ | ------------------ | ------------------ | ------------------ | ------------------ | ------------------ | ------------------ | ------------------ | ------------------ |
| 1857               | 1869               | 1880               | 1890               | 1900               | 1910               | 1921               | 1931               | 1948               | 1953               | 1961               | 1971               | 1981               | 1991               | 2001               | 2011               |
| 660                | 765                | 715                | 581                | 643                | 968                | 866                | 1.027              | 537                | 631                | 564                | 513                | 469                | 395                | 228                | 128                |

## Nevezetességei
- Páduai Szent Antal tiszteletére szentelt római katolikus plébániatemploma[4] 1836-ban épült. A bejárat fölött feliratos tábla tanúskodik az építkezés idejéről. Az épület téglalap alaprajzú, csehsüvegboltozatos hajóval és kissé keskenyebb, téglalap alakú szentéllyel. A homlokzatot úgy alakították ki, hogy a harangtorony teste a középső részéből nőjön ki. A sekrestye a szentély mellett található. 1991. szeptember 26-án egy szerb gránáttalálattól kigyulladt és leégett. Tornya ledőlt, tetőzete beomlott. A háború után újjáépítették. A plébániához Gornja Bučica, Donja Bučica, Desni Degoj, Ilovačak, Gornje Taborište, Donje Taborište, Slatina Pokupska, Golinja, Trestenica és Čremušnica települések tartoznak.
- A honvédő háború emlékműve az áldozatok tömegsírja felett áll.